# تيم فيهان
تيم فيهان هو مغني وملحن ومنتج أسطوانات وكاتب أغاني كندي، ولد في 27 أبريل 1957 في إدمونتون في كندا.

## وصلات خارجية
- تيم فيهان على موقع IMDb (الإنجليزية)
- تيم فيهان على موقع ميوزك برينز (الإنجليزية)
- تيم فيهان على موقع أول ميوزيك (الإنجليزية)
- تيم فيهان على موقع ديسكوغز (الإنجليزية)